# Christopher Quiring
Christopher Quiring (Berlino, 23 novembre 1990) è un ex calciatore tedesco, di ruolo centrocampista.

## Carriera
Debutta con la prima squadra dell'Union Berlino nella stagione 2010-2011, giocando 11 partite in 2.Bundesliga. Gioca nella stessa categoria per altre tre stagioni.